# Bầu cử tổng thống Venezuela 2012
Cuộc bầu cử tổng thống Venezuela được tổ chức ngày 7 tháng 10 năm 2012, truyền thông địa phương gọi cuộc bầu cử này là 7-O, nhằm chọn ra người lãnh đạo đất nước này với nhiệm kỳ 6 năm bắt đầu từ tháng 2 năm 2013.

## Kết quả
|  | Đảng chính trị                                                          | Ứng viên                   | Số phiếu  | %      |
|  | ----------------------------------------------------------------------- | -------------------------- | --------- | ------ |
|  | Great Patriotic Pole Gran Polo Patriótico                               | Hugo Chávez Frías          | 7.444082  | 54,42% |
|  | Democratic Unity Roundtable Mesa de la Unidad Democrática               | Henrique Capriles Radonski | 6.151.544 | 44,97% |
|  | Workers' Power Poder Laboral                                            | Reina Sequera              | 64.281    | 0,46%  |
|  | Authentic Renewal Organisation Organización Renovadora Auténtica        | Luis Reyes                 | 7.362     | 0,05%  |
|  | United Democratic Party for Peace Partido Democrático Unidos por la Paz | María Bolívar              | 6.969     | 0,05%  |
|  | Party for Socialism and Liberty Partido Socialismo y Libertad           | Orlando Chirinos           | 3.406     | 0,02%  |